# LIGHT IN YOUR HEART/Swing!
《LIGHT IN YOUR HEART/Swing!》은 2008년 9월 17일 발매된 V6의 34번째 싱글이다.

## 설명
- 초회한정반A(CD+DVD)·초회한정반B(CD+DVD)·LIGHT IN YOUR HEART 울트라맨 한정반·통상반(CD)로 총 4가지 타입으로 발매하였다.
- 《way of life》이후 2번째 작품만에 다시 오리콘 위클리 차트에서 1위에 랭크되었다. V6 전체의 음반 가운데는 20번째 1위이기도 하다.
- 《VIBES》싱글 이후에는 2개월 만의 싱글이지만, 맥시 싱글로 따져보면 《蝶》이후 4개월 만이다.

## 수록곡

### 통상반
1. LIGHT IN YOUR HEART 
  - 작사：KOMU, 작곡：카토 유스케, 편곡：Yoshimasa Kawabata, Chorus Arrangement：스즈키 히로아키
  - 멤버 나가노 히로시 주연 영화 《대결전! 초울트라8형제》 주제가
2. Swing! 
  - 작사/작곡：이데 코우지 , 편곡：요시오카 타쿠
  - 후지TV 《VivaVivaV6 도쿄 V슈란 2》 주제곡
3. Believe 
  - 작사/작곡：스키모토 류이치, 편곡：나카무라 야스시치
  - V6 전원 출연 버라이어티 TBS 《학교에 가자!MAX》 주제곡
  - 일본 가수 스키모토 류이치의 곡 〈BELIEVE〉을 리메이크 하였다. 
    - 《학교에 가자!MAX》최종회에 직접 라이브로 부르기도 하였다.
4. あの空
  - 작사/작곡：Gajin, 편곡：AKIRA MURATA
5. LIGHT IN YOUR HEART (instrumental)
6. Swing! (instrumental)
7. Believe (instrumental)
8. あの空(instrumental)

### 초회한정반A
1. LIGHT IN YOUR HEART
2. Swing!

DVD
1. LIGHT IN YOUR HEART (Original Version Music Clip)

### 초회한정반B
1. LIGHT IN YOUR HEART
2. Swing!

DVD
1. Swing! (MUSIC CLIP)

### LIGHT IN YOUR HEART 울트라맨 한정반
1. LIGHT IN YOUR HEART
2. LIGHT IN YOUR HEART (Movie Version)
3. LIGHT IN YOUR HEART (Original Karaoke)

- 2008년 9월 30일까지 기간 한정반
- 울트라맨티가 슈퍼콤보 카드 봉입